# 箴津里线
箴津里線（朝鲜语：／ Chamjinri sŏn */?）是朝鮮民主主義人民共和國的一條鐵道線路，站點為南浦特别市的降仙站到箴津里站。

## 路线概况
- 距离：
- 车站数：2
- 轨距：1435mm
- 电气化区间：无
- 复线区间：无